# Indoribates sphaeroclava
Indoribates sphaeroclava är en kvalsterart som först beskrevs av Pérez-Íñigo och Baggio 1996.  Indoribates sphaeroclava ingår i släktet Indoribates och familjen Haplozetidae. Inga underarter finns listade i Catalogue of Life.